# Anatolij Buznik
Anatolij Iwanowycz Buznik, ukr. Анатолій Іванович Бузнік, ros. Анатолий Иванович Бузник, Anatolij Iwanowicz Buznik (ur. 21 maja 1961 w Mikołajowie) – ukraiński piłkarz pochodzenia bułgarskiego, grający na pozycji obrońcy lub pomocnika, trener piłkarski.

## Kariera piłkarska

### Kariera klubowa
W 1979 rozpoczął karierę piłkarską w miejscowym klubie Sudnobudiwnyk Mikołajów. Następnie w 1983 i 1984 po sezonie występował w zespołach Dnipro Czerkasy i SKA Kijów. W 1985 powrócił do Sudnobudiwnyka, w którym w 1989 zakończył karierę piłkarską.

## Kariera trenerska
Po zakończeniu kariery piłkarskiej ukończył Wyższą Szkołę Trenerską w 1991. W 1992 pracował na stanowisku głównego trenera w Artanii Oczaków. Potem pomagał trenować Ewis Mikołajów oraz prowadził klub Polihraftechnika Oleksandria. W latach 1997–1998 pracował jako selekcjoner reprezentacji Ukrainy U-16. Następnie został trenerem Borysfenu Boryspol oraz drużyny młodzieżowej chińskiego klubu Santi. W 2001 powrócił do pracy z juniorskimi reprezentacjami Ukrainy. Trenował najpierw studencką, a od 25 sierpnia 2004 reprezentacje U-17, U-18, U-19. 29 września 2010 objął stanowisko głównego trenera Zirki Kirowohrad, z którą pracował do 22 sierpnia 2011 roku. Od czerwca kierował przygotowaniem do sezonu Metałurha Zaporoże, a 11 lipca 2012 został zatwierdzony na stanowisku pełniącego obowiązki głównego trenera zaporoskiego klubu. Ale już po 2 dniach, 13 lipca 2012 trener przez niezgodność z polityką klubu podał się do dymisji. 9 kwietnia 2014 powrócił do pracy jako trener Zirki Kirowohrad. Po zremisowanym meczu z FK Ołeksandrija podał się do dymisji 20 października 2014 roku.

## Sukcesy i odznaczenia

### Sukcesy klubowe
- brązowy medalista Wtoroj ligi ZSRR, strefy ukraińskiej: 1985

### Sukcesy trenerskie
- zdobywca Pucharu Ukrainy spośród drużyn 2 ligi: 2000
- wicemistrz ze studencką reprezentacją Ukrainy na Letniej Uniwersjadzie w Pekinie: 2001

### Odznaczenia
- tytuł Zasłużonego Trenera Ukrainy: 2001